# طيور التعريشة
الرُّخَيْمِيَّات أو طيور التعريشة (الاسم العلمي: Ptilonorhynchidae) هي فصيلة طيور. تضم هذه الفصيلة 20 نوعًا في ثمانية أجناس. وهناك أحجام تتراوح بين المتوسطة والكبيرة من الجواثم، تبدأ من طائر التعريشة الذهبي عند 22 سنتيمتر (8.7 بوصة) و70 غرام (2.5 أونصة) إلى طائر التعريشة الكبير عند 40 سنتيمتر (16 بوصة) و230 غرام (8.1 أونصة). يتكون نظامها الغذائي الأساسي من الفاكهة لكنه قد يشمل أيضًا الحشرات (وبالأخص بالنسبة للأفراخ الصغيرة)، والزهور، والرحيق، والأوراق في بعض الأنواع. أحيانًا يتم اعتبار طيور التعريشة الساتان والمرقطة  من الآفات الزراعية نظرًا لأنها تتغذى طواعيةً على الفواكه والخضراوات وكان البستانيون المتضررون يقومون بقتلها أحيانًا. ويعتبر من الطيور المعمرة حيث يعيش حوالي 40 عام حسب ماذكرتة الموسوعة الأمريكية للطيور مؤخرا
إن لطيور التعريشة توزيعًا نمساويًا بابوانيًا، بعشرة أنواع مستوطنة في غينيا الجديدة، وثمانية أنواع مستوطنة في أستراليا واثنين في كل من المنطقتين. وعلى الرغم من أن توزيعها يتركز حول المناطق الاستوائية في غينيا الجديدة وشمال أستراليا، إلا أن بعض الأنواع يمتد وجودها داخل منتصف أستراليا، وغربها، وجنوب شرقها. فهي تشغل مجموعة من البيئات المختلفة، بما في ذلك الغابات المطيرة، وغابات الكافور والسنط، ومناطق الأدغال.
إن أكثر ما تُعرف به طيور التعريشة هو سلوك المغازلة الفريد من نوعه، حيث تقوم الذكور ببناء عش وتزيينه بالعصي والأشياء ذات الألوان الزاهية في محاولة من الذكر لجذب رفيقة له.

## السلوك والبيئة
كاتبيرد (catbirds) هي طيور أحادية الزوجة تقوم ذكورها بالاعتناء بالأفراخ مع الأنثى، ولكن جميع طيور التعريشة الأخرى تعدد الزوجات، حيث تقوم الإناث وحدها ببناء العش وتربية الصغار. هذه الأنواع الأخيرة عادة ما تكون ثنائي جنسيًا، حيث يكون لون الأنثى أبهت من الذكر. تقوم إناث طيور التعريشة ببناء العش بوضع مواد لينة، مثل الأوراق، والسرخسيات، وحوالق الكرم، على رأس قاعدة سائبة من العصي.
وتضع جميع طيور التعريشة البابوانية بيضة واحدة، بينما تضع الأنواع الأسترالية عددًا يتراوح من واحدة إلى ثلاث خلال فترة وضع تستغرق يومين. عادة ما يكون حجم البيض تقريبًا ضعف حجم بيض الجواثم الأخرى من نفس الحجم - على سبيل المثال، يزن بيض طائر التعريشة الساتاني حوالي 19 غرام (0.67 أونصة) مقارنةً بـ 10 غرام (0.35 أونصة) محسوب لبيضة طائر من الجاثم تزن 150 غرام (5.3 أونصة). يفقس البيض بعد 19 إلى 24 يومًا، وهذا يتوقف على الأنواع ويكون عبارة عن مح ظاهر بالنسبة لطيور كاتبيرد وطائر التعريشة ذي المنقار المسنن، ولكن في الأنواع الأخرى ذات الخطوط البنية المتموجة التي تشبه بيض طيور بابلر الأسترالية البابونية وفقًا لفترات حضانتها الطويلة، يكون فقس بيض طيور التعريشة التي تضع أكثر من بيضة غير متزامن، ولكن لم يتم أبدًا ملاحظة قتل الأشقاء.
تتصف طيور التعريشة كمجموعة بأطول توقع عمري من أي من فصائل الجواثم بحسب الدراسات الهامة التي تعتمد على وضع أجهزة أشرطة. يتصف طائر التعريشة الأخضر الكتبرد والستاني، وهما أكثر الأنواع التي تم إجراء دراسات عليها، بتوقعات عمرية تتراوح بين ثماني إلى عشر سنوات ولقد عاش أحد طيور الساتان لستة وعشرين عامًا. وعلى سبيل المقارنة، الغراب العادي، وهو أثقل أنواع الجواثم طبقًا لسجلات الأشرطة الهامة، لم يُعرف عنه العيش لفترة أطول من 21 سنة.
إن السمة الأبرز في طيور التعريشة هي أسلوب التودد المعقد وسلوك التزاوج، حيث إن الذكور تقوم ببناء تعريشة لجذب الإناث. هناك نوعان أساسيان من التعريشات. هناك نوع من طيور التعريشة يبني ما يسمى التعريشة المرتفعة، التي يتم بناؤها من خلال وضع العصي حول شجيرة من الشجيرات؛ وفي بعض الأنواع، يكون لهذه التعريشات سقف يشبه الكوخ. النوع الرئيسي الآخر من التعريشات يكون عبارة عن طريق مؤلف من جدارين من العصا الموضوعة رأسيًا. يضع الذكر مجموعة متنوعة من الأشياء الملونة الزاهية التي قام بجمعها داخل التعريشة وحولها. قد تشمل هذه الأشياء - عادة ما تكون مختلفة بين كل الأنواع - مئات من القشور، والأوراق، والأزهار، والريش، والأحجار، والتوت، والمواد البلاستيكية المهملة، وحتى العملات والمسامير، وقذائف البنادق، أو قطع الزجاج. يقضى الذكور ساعات في ترتيب هذه التشكيلة. تشترك التعريشات داخل الأنواع في الشكل العام ولكنها لا تظهر تباينا كبيرا، وتعكس مجموعة الأشياء المجموعة للتعريشة ميول الذكور في كل نوع وقدرتهم على جمع عناصر من البيئة المحيطة، وسرقتها في كثير من الأحيان من التعريشات المجاورة. وقد أظهرت العديد من الدراسات التي أجريت على أنواع مختلفة أن ألوان تزيين التعريشات التي يستخدمها الذكور تطابق أذواق الإناث.

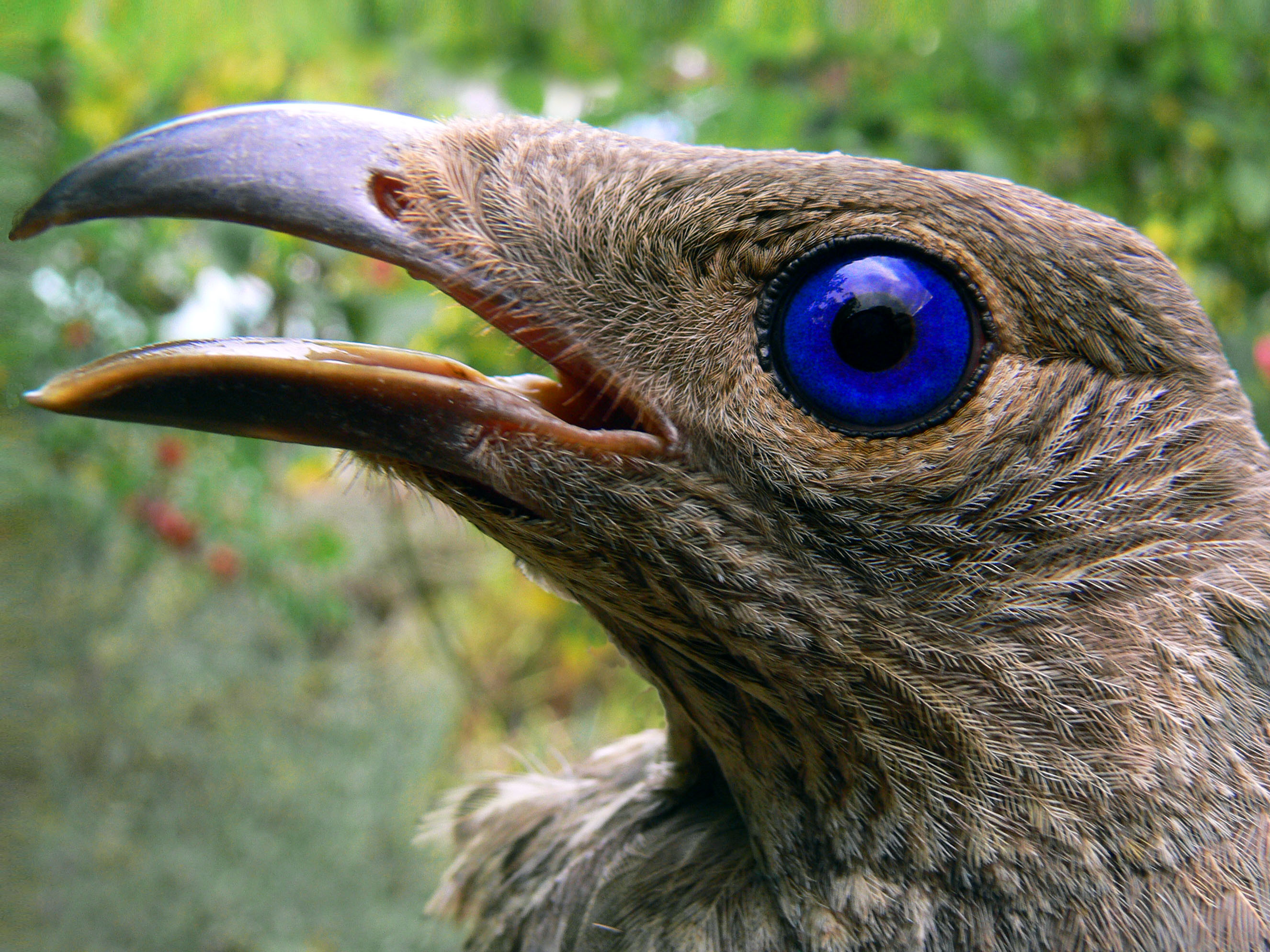
أنثى طائر التعريشة الساتاني

قد أظهر يوي والجهات المتعاونة [من؟] أن الإناث الباحثات عن رفيق يقمن عادة بزيارة تعريشات متعددة، وتعود إلى الذكر في كثير من الأحيان عدة مرات، وتشاهد عروض التودد المطولة، وتفحص جودة التعريشة وتتذوق الطلاء الذي قام الذكر بوضعه على جدران التعريشة. العديد من الإناث ينتهي بها المطاف باختيار نفس الذكر، والعديد من الذكور ذوي الأداء السيئ يُتركون من غير تزاوج. تميل الإناث التي تتزاوج مع الذكور المميزة إلى العودة إلى نفس الذكر في العام المقبل وتقلل من البحث.

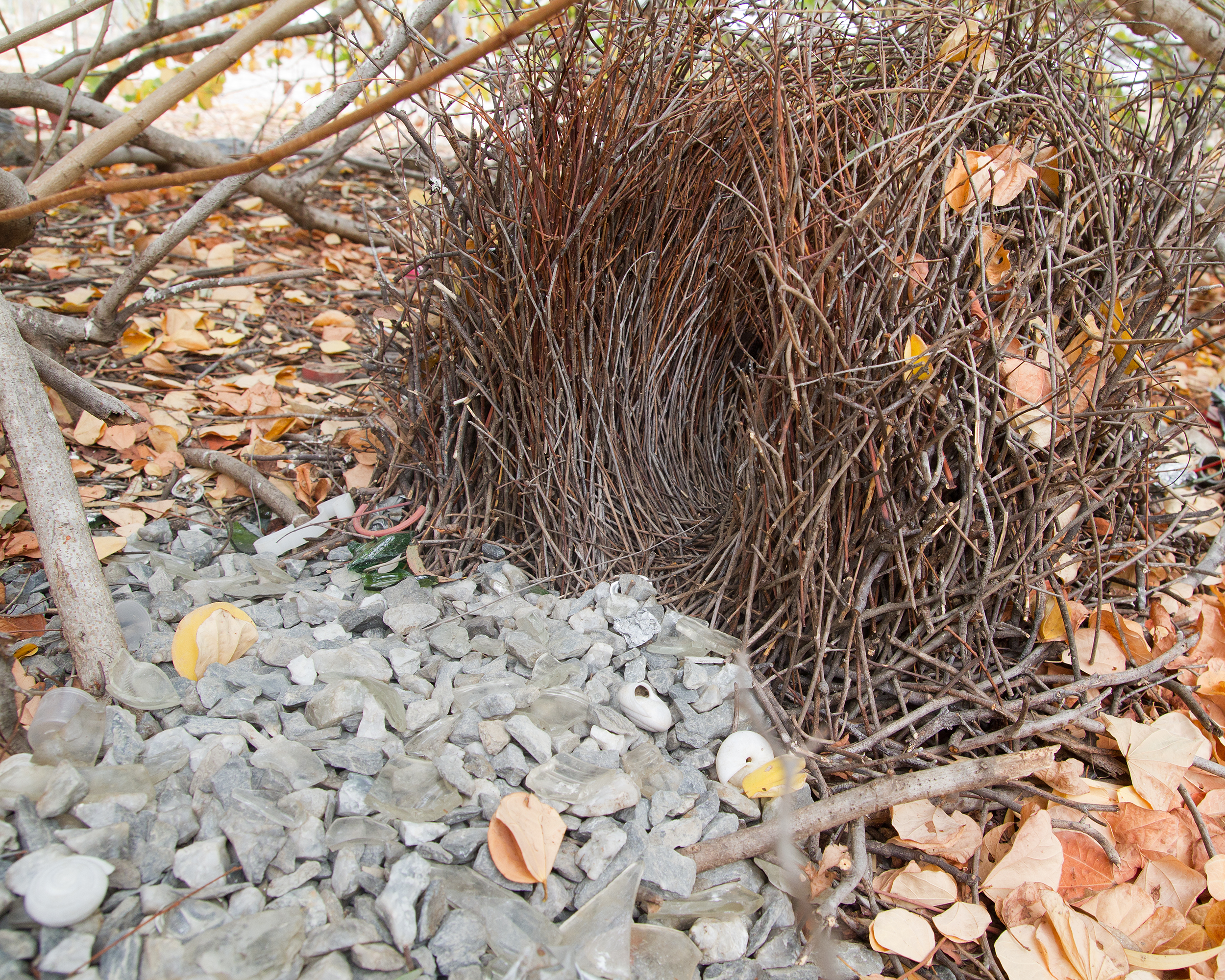
تعريشة طائر التعريشة الكبير

وقد اقترح غيليارد (Gilliard)[بحاجة لمصدر] "تأثير نقل"، حيث ادعى أن أنواع طائر التعريشة التي تبني التعريشات الأكثر تفصيلاً تكون باهتة اللون ويوجد اختلاف بسيط بين الذكور والإناث، في حين أن أنواع طائر التعريشة ذات التعريشات الأقل تفصيلاً، يتميز ذكورها بريش لامع. لا يوجد ما يدعم هذه الفرضية بشكل جيد لأن الأنواع بمختلف تعريشاتها لديها ريش مماثل. واقترح بورجيا [بحاجة لمصدر] أن التعريشة تعمل في البداية كأداة تعود بالفائدة على الإناث عن طريق حمايتهم من التزاوج القسري وبالتالي منحهم فرصة أفضل لاختيار الذكور ويستفيد منها الذكور من خلال تعزيز رغبة الإناث لزيارة التعريشة. تستند الأدلة الداعمة لهذه الفرضية من ملاحظات أتشبولد (Archbold) لطيور التعريشة التي ليس لديها تعريشة حقيقية وعدلت كثيرا من أسلوب توددها بحيث يقتصر الذكر على قدرته على اعتلاء الأنثى دون تعاونها. بالنسبة لطيور التعريشة ذات المنقار المسنن، قد يقوم الذكر بالاستحواذ على الأنثى في الجو والتزاوج معها بالقوة. وبمجرد القيام بهذه الوظيفة الأولية، تقوم الإناث بتفقد التعريشات لوظائف أخرى مثل استخدامها في تقييم الذكور بناءً على جودة بناء التعريشة. وقد أظهرت الدراسات التي أجرها مؤخرا باتريسيلي (Patricelli) والجهات المتعاونة على إناث طيور التعريشة أن الذكور تستجيب لإشارات الإناث التي تنبئ عن عدم الارتياح أثناء التزاوج عن طريق الحد من شدة التودد الذي يواجه تهديدًا محتملاً.[بحاجة لمصدر] وجد كولمان (Coleman) وزملاؤه[من؟] أن الإناث الصغيرات تميل إلى أن تكون سهلة التهديد بواسطة شدة تودد، وأن هذه الإناث تميل إلى اختيار الذكور على أساس الصفات وليس على شدة تودد الذكر. تشير درجة الجهد العالية الموجهة نحو اختيار الإناث للرفيق والانحرافات الكبيرة في نجاح التزاوج الموجه نحو الذكور ذوي العروض الجيدة إلى أن الإناث يحصلن على فوائد هامة من اختيار الرفيق. وبما أن الذكور ليس لها دور في رعاية الصغار ولا تقوم بإعطاء الإناث أي شيء سوى المني، فإنه من المقترح أن الإناث تحصل على فوائد جينية من اختيار الرفيق، ولكن لم يتم إقرار هذا الطرح، جزئيًا، وذلك نظرًا لصعوبة أداء نسل التالي للذكور، لأن الذكور تستغرق سبع سنوات لتصل إلى مرحلة النضج الجنسي.
قاد هذا السلوك المعقد في التزاوج، بأنواعه القيمة وألوان الزينة، بعض الباحثين [من؟] إلى اعتبار طيور التعريشة من بين أكثر أنواع الطيور المعقدة سلوكيًا. كما يوفر أيضًا بعض الأدلة الأكثر إلحاحا على أن النمط الظاهري الموسع للأنواع يمكن أن يلعب دورًا في الانتقاء الجنسي والعمل في الواقع كآلية قوية لتشكيل تطوره، كما يبدو الحال بالنسبة للبشر.
وبالإضافة إلى ذلك، يعتبر العديد من أنواع الطيور بمثابة محاكيات صوتية رائعة. على سبيل المثال، قد لُوحظ أن طير التعريشة الخاص بماكجريجور (Macgregor's Bowerbird)، يقلد أصوات الخنازير، والشلالات، والإنسان. وتقوم طيور التعريشة الساتانية عادة بتقليد الأنواع المحلية الأخرى كجزء من عرض التودد الخاص بهم.
ومن الملاحظ أيضًا في طيور التعريشة أنها تقوم بعمل خداع بصري في تعريشاتها لجذب الإناث. وتقوم الذكور بترتيب الأشياء في منطقة فناء التعريشة من الأصغر إلى الأكبر، مما يشكل منظورا قسريا من شأنه الاستحواذ على انتباه الأنثى لفترة أطول. من المحتمل أن تحقق الذكور التي ترتب أغراضها بطريقة ذات خداع بصري قوي من المحتمل نجاحًا أعلى في التزاوج.

## التصنيف والنظاميات
على الرغم من اعتبار طيور التعريشة وثيقة الصلة بطيور الجنة، إلا أن الدراسات الجزيئية الحديثة تشير إلى أنه في حين أن كلتا الفصيلتين يشكلان جزءًا من أشعة كورفيد (corvid radiation) الكبيرة التي وقعت في أو بالقرب من أستراليا-غينيا جديدة (Australia-New Guinea)، وقد تبين أن طيور التعريشة أكثر بعدًا عن طيور الجنة مما كان يعتقد قبل ذلك. إن دراسات تشارلز سيبلي المستندة إلى تهجين الحمض النووي وضعتها على مقربة من طيور القيثاري؛ ومع ذلك، فإن الأدلة التشريحية تبدو متعارضة مع هذا الموضع [بحاجة لمصدر]، وعلى ذلك تظل العلاقة الحقيقية غير واضحة.
جنسأليرودوس (Ailuroedus)
- كاتبيرد ذو الأذن البيضاء، أليرودوس بوكويدس (Ailuroedus buccoides)
- كاتبريد المرقط، أليرودوس ميلانوتس (Ailuroedus melanotis)
- كاتبريد الأخضر، أليرودوس كراسيروسريس (Ailuroedus crassirostris)

جنسسينوبوتس (Scenopooetes)
- كاتبيرد ذو المنقار المسنن، سينوبوتس دينتيروسترس (Scenopooetes dentirostris)

جنسأرتشيبولديا (Archboldia)
- طائر التعريشة الخاص بأرتشيبولديا، أرتشيبولديا بابوينسس (Archboldia papuensis)
- طائر التعريشة الخاص سانفورد، أرتشيبولديا سانفوردي (Archboldia sanfordi)

جنسأمبلويرنيس (Amblyornis)
- طائر التعريشة فوغيلكوب، أمبلويرنيس إنورناتا (Amblyornis inornata)
- طائر التعريشة الخاص بماكجريجور، أمبلويرنيس بابوينسس (Amblyornis papuensis)
- طائر التعريشة المخطط، أمبلويرنيس سوبالارس (Amblyornis subalaris)
- طائر التعريشة ذو الجبهة الذهبية، أمبلويرنيس فلاففرونس (Amblyornis flavifrons)

جنسبروينودورا (Prionodura)
- طائر التعريشة الذهبي، بروينودورا نويتونيانا (Prionodura newtoniana)

جنسسيريكولوس (Sericulus)
- طائر التعريشة الشبيه بالشعلة، سيريكولوس أورويس (Sericulus aureus)
- طائر التعريشة ذو العنق الناري، سيريكولوس باكيري (Sericulus bakeri)
- طائر التعريشة ريجنت، سيريكولوس تريسوسيفالوس (Sericulus chrysocephalus)

جنسبتيلونورهينشوس (Ptilonorhynchus)
- طائر التعريشة الستاني، بتيلونورهينشوس فويلاسيوس (Ptilonorhynchus violaceus)

جنستشالاميديرا (Chlamydera)
- طائر التعريشة الغربي، تشالاميديرا غوتاتا (Chlamydera guttata)
- طائر التعريشة المرقط، تشالاميديرا ماكيولاتا (Chlamydera maculata)
- طائر التعريشة المرقط، تشالاميديرا نوتشالس (Chlamydera nuchalis)
- طائر التعريشة ذو الصدر الأصفر، تشالاميديرا لوتارباتشي (Chlamydera lauterbachi)
- طائر التعريشة ذو الصدر الأصفر، تشالاميديرا سيرفينيفينتريس (Chlamydera cerviniventris)

لاحظ أن الكاتبرد الرمادي (دوميتيلا كارولينينسيس) والكاتبرد الأسود (ميلانوبتيلا غلابريروستريس) من الأمريكتين (Americas) والكاتبرد الحبشي (باروبسما غالينيري) من إفريقيا هي طيور ليست ذات صلة وتنتمي إلى فصائل مختلفة.

## وصلات خارجية
- برنامج الطبيعة التلفزيوني: بور بيرد بلوز (Bower Bird Blues)
- مقاطع فيديو عن طائر التعريشة على مجموعة الطيور على شبكة الإنترنت (Internet Bird Collection)